# You Love Her Coz She’s Dead
You Love Her - британский электронный дуэт, основанный музыкантами Элли и Джеем Дэд в 2007 году. Наибольшее влияние на них произвело творчество таких коллективов, как Digitalism, Crystal Castles, The Prodigy, и, отчасти, Daft Punk. Группа заключила контракт с французским звукозаписывающим лейблом Kitsuné в 2008, выпустив "Wizards" в составе сборника Gildas & Masaya – Paris в мае 2008 года и "Superheroes" в составе Kitsuné Maison Compilation 6 в октябре 2008 в качестве сингла до EP Inner City Angst, который вышел месяцем позже. Также на этом лейбле были записаны различные ремиксы.
You Love Her исполнили "Superheroes" в седьмой серии третьего сезона британского телесериала Skins в эпизоде драки из-за наркотиков в клубе, следуя в этом по стопам Crystal Castles и Foals.
Изданный в цифровом формате трек "Paraffin" был написан специально для проекта 'PEACE' Buffetlibre DJ в рамках гуманитарной организации Международная Амнистия.
В 2008 году на Инди-церемонии дуэт получил премию в номинации 'Best Electronica Act'.
Одноименный с группой дебютный альбом был выпущен в августе 2011 года на лейбле Glasstone Records с двумя треками, выпущенными до студийной компиляции.
В апреле 2012 г. группа объявила на своей странице в Facebook, что Элли покинула группу.

С тяжестью на сердце я должен объявить, что Элли чувствует себя неспособной больше участвовать в YLHCSD в обозримом будущем. Я буду скучать по ней. Я надеюсь, что это не конец YLHCSD. Тяжело думать об этом, но я постараюсь найти нового вокалиста для новых записей и выступлений.Оригинальный текст (англ.)It is with a heavy heart that I must announce Elle does not feel able to continue in YLHCSD for the foreseeable future. I will miss her. I hope this is not the end of YLHCSD. It is hard to think about, but I will try to look for a new vocalist, for a new record & shows. Jay— Джей Дэд
В июле Поппи заменила Элли. Приняв участие в записи демо-версии трека Cry Wolf, она также покинула коллектив. В апреле 2015 года Джей записал совместный EP "Crystal Deth" с Мией Морт.
11 мая 2015 вышел альбом "New Superheroes & Demos".

## Дискография

### Альбомы
- You Love Her Coz She's Dead (29 августа 2011)
- New Superheroes & Demos (11 мая 2015)

### EP
- IInner City Angst (2008)
- Crystal Deth (2015)

### Синглы
- "Superheroes" (2008)
- "Dead End" (2008)
- "Me Versus You" (2009)
- "Young Tender Hearts Beat Fast" (2009)
- "Paraffin" (2010)
- "Sunday Best" (2010)
- "Be Brave" (2013)
- "Let Me Break" (2014)
- "Concrete Kiss" (2014)
- "Lilya Forever" (2015)
- "Boys X Girls" (2015)
- "Smack Romanxe" (2015)
- "Diamonds (feat. Lalib Thabib)" (2015)
- "Shadow of God" EMMX[9] Remix (2015)
- "I Miss You" (2015)
- "Break Down (feat. Mia Mort)" (2016)
- "Culture Test" (2021)

### Сборники
| Альбом или сборник           | Дата выпуска    | Трек            |
| ---------------------------- | --------------- | --------------- |
| Gildas & Masaya - Paris      | 6 мая 2008      | "Wizards"       |
| Kitsuné Maison Compilation 6 | 27 октября 2008 | "Superheroes"   |
| The Fresh Collection 2       | 2012            | "Runaway Train" |
| One More Compilation, Vol.1  | 2014            | "Lilya Forever" |
| Occult Box                   | 2015            | "Concrete Kiss" |